# Discord
Discord é um aplicativo de voz sobre IP (VoIP) e comunicação textual. É uma aplicação gratuita que foi projetado inicialmente para comunidades específicas de jogos. O aplicativo Discord está disponível para os sistemas operacionais Microsoft Windows, MacOS, Android, iOS, Linux e em navegadores da Web. Em dezembro de 2016, os desenvolvedores anunciaram que Discord tinha mais de 25 milhões de usuários.

## História
A desenvolvedora de jogos Hammer & Chisel, agora chamada de Discord Inc., criou o Discord inicialmente para o jogo MOBA Fates Forever.
O serviço foi popularizado por eSports e jogadores de torneios LAN, incluindo usuários populares no serviço de streaming Twitch e comunidades de jogos como o de Star Citizen. A empresa, que tem o mesmo nome do serviço, foi fundada pelo fundador da OpenFeint, Jason Citron, que pretende manter a empresa independente.
A empresa arrecadou US $ 20 milhões adicionais em financiamento para o software em janeiro de 2016.
A partir de junho de 2020, Discord anunciou que estava mudando o foco dos videogames especificamente para um cliente de comunicação e bate-papo mais abrangente para todas as funções, revelando seu novo slogan "Your place to talk", juntamente com um site revisado. Entre outras mudanças planejadas, estaria a redução do número de piadas internas de jogos que ele usa no cliente, melhorando a experiência de integração do usuário e aumentando a capacidade e a confiabilidade do servidor. A empresa anunciou que recebeu US$ 100 milhões adicionais em investimentos para ajudar nessas mudanças.

## Software
O Discord pode ser utilizado no Windows, MacOS, Android, iOS, Linux, Xbox One, Xbox Series ou em um navegador web, que suportam recursos fundamentais de texto baseados em bate-papo. O aplicativo Discord para computadores pessoais foi projetado para uso durante jogos, incluindo recursos como baixa latência, servidores de bate-papo de voz gratuitos para usuários e uma infraestrutura de servidor dedicada. Na versão atual já há suporte a chamadas de vídeo e compartilhamento de tela. As chamadas diretas foram adicionadas em uma atualização em 28 de julho de 2016, com suporte para chamadas entre dois ou mais usuários. A companhia introduziu seu GameBridge API em dezembro de 2016 que permite que os desenvolvedores de jogos para apoiar diretamente a integração com Discord dentro de jogos. Nos consoles Xbox, o aplicativo que disponibiliza o acesso é o Quarrel.
Embora o software em si seja gratuito, os desenvolvedores investigaram maneiras de monetizá-lo, incluindo possíveis opções de personalização pagas, como emojis ou adesivos. Em janeiro de 2017 os primeiros recursos pagos foram lançados com o 'Discord Nitro'. Por uma taxa de assinatura mensal, os usuários podem obter um avatar animado, usar emojis personalizados e/ou animados em todos os servidores, aumentar o tamanho máximo do arquivo de upload de 8 megabytes (MB) para 50 MB (Nitro Classic) ou para 500 MB (Nitro), poder impulsionar servidores até duas vezes (Nitro), conseguir fazer transmissões em 1080p a 60 quadros por segundo (Nitro Classic) e em qualidade 4k a 60 quadros por segundo (Nitro), uma insígnia de perfil exclusiva, e mudar sua "tag".

### Servidores
As comunidades do Discord são organizadas em coleções discretas de canais chamados servidores. Embora sejam chamados de servidores no front-end, eles são chamados de "guildas" na documentação do desenvolvedor. Os usuários podem criar servidores gratuitamente, gerenciar sua visibilidade pública e criar canais de voz, canais de texto e categorias para classificar os canais. Qualquer servidor pode ter até 800.000 membros, como descoberto quando o servidor oficial do Discord para o videogame Genshin Impact atingiu a capacidade máxima, embora o Discord tenha aumentado a capacidade para mais de um milhão de membros para o Snowsgiving 2021, um servidor oficial controlado pelo Discord feito para a temporada de férias de inverno de 2021.
A partir de outubro de 2017, o Discord permitiu que desenvolvedores e editores de jogos verifiquem seus servidores. Servidores verificados, como contas verificadas em sites de mídia social, possuem selos para marcá-los como comunidades oficiais. Um servidor verificado é moderado pela própria equipe de moderação de seus desenvolvedores ou editores. A verificação foi posteriormente estendida em fevereiro de 2018 para incluir equipes de eSports e artistas musicais.
Os membros podem ajudar os servidores a obter vantagens em três níveis por meio do recurso "Server Boost", que desbloqueia canais de voz de maior qualidade, mais espaços de emojis personalizados e outras vantagens. Os usuários podem comprar impulsos para servidores por R$ 26,99 por mês. Os assinantes do "Discord Nitro" recebem dois impulsos inclusos no preço do Nitro e 30% de desconto para impulsos adicionais.
Em 2020, o Discord revelou um novo recurso, conhecido como "servidores da comunidade". Inclui recursos como uma tela de boas-vindas personalizada, insights do servidor e a capacidade de anunciar na página Server Discovery do Discord.

### Mensagens diretas
O Discord permite que os usuários enviem mensagens de texto, compartilhem arquivos, transmitam sua tela ao vivo e liguem para outras pessoas em particular fora dos servidores. Um recurso adicional nas mensagens diretas do Discord é a capacidade de criar grupos de mensagens de até 10 usuários. Funciona de forma semelhante ao canal de texto de um servidor, com a capacidade de iniciar uma chamada simultaneamente para todos os membros de um grupo.

### Perfis de usuário
Os usuários se registram no Discord com um endereço de e-mail e devem criar um nome de usuário. Até meados de 2023, para permitir que vários usuários tivessem o mesmo apelido, a cada usuário era atribuído um número de quatro dígitos chamado "discriminador" (conhecido como "tag do Discord"), precedido de "#", que era adicionado ao final do seu apelido. Usuários que assinavam o Discord Nitro podiam alterar essa etiqueta para um número de quatro dígitos. Esse sistema acabou sendo trocado por um sistema baseado em identificadores em maio de 2023, eliminando o discriminador dos nomes de usuário. Esse novo sistema tornou a mudança de apelido obrigatória. Os usuários selecionaram seus novos apelidos com base em critérios de prioridade, levando em conta a data de registro no Discord, o status do Nitro e a posse de servidores parceiros e verificados. Usuários criticaram o possível risco de impersonalização que pode surgir caso o nome de usuário anterior deles seja reivindicado por outro usuário. 
O Discord permite que os usuários conectem várias plataformas externas à sua conta, incluindo Steam, Reddit, Twitch, Twitter, Spotify, Xbox, PlayStation e muito mais. Essas contas podem ser exibidas opcionalmente no perfil do usuário. 
Os usuários podem atribuir a si mesmos uma foto de perfil. Os assinantes do Discord Nitro, parte do plano de monetização do Discord, podem usar fotos de perfil animadas. 
Em junho de 2021, o Discord adicionou um recurso que permite que todos os usuários adicionem uma seção "sobre mim" ao perfil, além de um banner colorido personalizado na parte superior do perfil. Os assinantes do Discord Nitro têm a capacidade adicional de fazer upload de uma imagem estática ou animada como seu banner em vez de uma cor sólida.

## Recepção
Em janeiro de 2016, a Hammer & Chisel alegou que Discord tinha sido usado por 3 milhões de pessoas, com crescimento de 1 milhão por mês, alcançando 11 milhões de usuários em julho de 2016. Em dezembro de 2016, a empresa informou que tinha 25 milhões de usuários em todo o mundo.[carece de fontes?]

## Abuso em bate-papos
O Discord tem tido problemas com comportamento hostil e abuso em bate-papos, com alguns servidores sendo "invadidos" (tomados por um grande número de usuários) por outras comunidades. Isso inclui inundações com tópicos relacionados a raça, religião, política e pornografia. A companhia afirmou que tem planos para implementar mudanças que "livrariam a plataforma da questão".
Para proteger melhor seus usuários e seus serviços desde esses eventos, o Discord implementou uma equipe de confiança e segurança que está disponível 24 horas por dia para monitorar os servidores e responder às denúncias. O grupo lida com assédio de usuários e servidores que violam os termos de serviço do Discord, além de proteger comunidades contra invasões e spam de usuários ou bots mal-intencionados. Embora eles não monitorem diretamente as mensagens, a equipe de confiança e segurança pode determinar a atividade mal-intencionada dos padrões de uso do serviço e tomar as medidas apropriadas, incluindo uma investigação mais detalhada, para lidar com o assunto. O serviço planeja expandir essa equipe à medida que continuam ganhando novos usuários.
O Discord também tem tido problemas com exploração sexual de crianças e adolescentes na sua plataforma.

## Possibilidade de venda
Em 2021, a Microsoft negociou a compra do Discord por mais de 10 bilhões de dólares, mas a negociação não foi finalizada. A Amazon e a Epic Games também já demonstraram interesse na compra da plataforma, que cresceu rapidamente durante a pandemia de COVID-19. Além disso, o Discord recebeu US$100 milhões em investimentos na plataforma da Sony.
Apesar de se manter independente, o Discord não descarta voltar a negociar partes da empresa através de uma IPO.